# The Porn Kings
The Porn Kings sind ein britisches Techno / Hard-House-Projekt, das seit Mitte der 1990er Jahre existiert und seinen eigenen Stil dieser Musik formte. Köpfe der Formation sind DJ Davy T. und Kenny Hayes. Ihr kommerziell erfolgreichster Titel war Up to No Good, der es 1996 in die deutschen Top 20 schaffte; die größten Charterfolge gab es in Großbritannien und in Deutschland.

## Diskografie

### Alben
- 1997: Club Tunes No.2 (2 CDs)
- 1998: Best of British - The Ultimate Clubbing Experience
- 1999: Up to No Good

### Singles
- 1996: Pumpin the Junk
- 1996: Up to No Good
- 1997: Amour (C’mon)
- 1998: Up to Tha Wildstyle (vs. DJ Supreme)
- 1999: La B-Bop (vs. DJ Davy T) (Promo)
- 2001: Sledger
- 2001: Shake Ya Shimmy (vs. Flip & Fill feat. 740 Boyz)
- 2003: Rock to the Rhythm (Promo)
- 2006: Brand New Track